# Robert Lewin
Robert Lewin (23 de dezembro de 1918 - 17 de maio de 2004) foi um negociante de arte e filantropo polaco.